# 桑田さんのお仕事 07/08 〜魅惑のAVマリアージュ〜
『桑田さんのお仕事 07/08 〜魅惑のAVマリアージュ〜』（くわたさんのおしごと ゼロなな・ゼロはち みわくのエーヴイマリアージュ）は、桑田佳祐のライブ・ビデオ。2008年3月12日にDVD+CDのセットで発売。発売元はタイシタレーベル。

## 背景
シングル3枚をリリース、5年ぶりの全国ソロツアーを行うなど、精力的な活動を行った桑田佳祐の2007年の活動を凝縮した作品。
DVDとCDのセットでの販売となり、DVDにはツアー『呼び捨てでも構いません!!「よっ、桑田佳祐」SHOW』の12月31日の最終公演（2008年1月1日にかけて横浜アリーナにて行われた年越しライブ）の模様、CDには2007年発表のソロ楽曲9曲に、新曲1曲、さらにボーナストラックとして原由子のソロ曲「大好き!ハッピーエンド」を収めている。なお、CDに収録された楽曲は、全てリマスタリングが施されており、全体的に音質を向上させているが、本作収録用に新たなアレンジやリテイクされた楽曲はない。桑田自身も自分の楽曲のみで構成できたことを絶賛している（ただしKUWATA BANDの楽曲もあり、ラストの希望の轍のみサザンオールスターズの楽曲）。
桑田が言うには、「AV」はオーディオ・ビジュアルの略であり（ブックレットもそれを意識している）、別の意味とは取られたくはない、とのことである。

## 収録曲

### DVD
1. 哀しみのプリズナー
2. BAN BAN BAN
キーを全音下げての演奏。
3. いつか何処かで (I FEEL THE ECHO)
MC（終了後すぐにカウントダウン、桑田の体調の話）
4. 男達の挽歌 (エレジー)
5. NUMBER WONDA GIRL 〜恋するワンダ〜
6. MY LITTLE HOMETOWN
7. MERRY X'MAS IN SUMMER
8. スキップ・ビート (SKIPPED BEAT)
9. BLUE 〜こんな夜には踊れない
次曲とのつなぎとしてサポートメンバーによる賛美歌「O Come All Ye Faithful」（神の御子は今宵しも）を演奏・歌唱。
10. 白い恋人達
メンバー紹介（主に舞台裏の映像を使用）、一部観客によるタイトルコール
11. こんな僕で良かったら
12. 遠い街角 (The wanderin' street)
イントロ部分にてサポートメンバーによる「(They Long to Be) Close to You」を演奏・歌唱。
13. 地下室のメロディ
14. 東京ジプシー・ローズ
15. 東京
16. 月
17. 風の詩を聴かせて
18. 明日晴れるかな
19. ダーリン
20. 悲しい気持ち (JUST A MAN IN LOVE)
21. 波乗りジョニー
22. 真夜中のダンディー
23. ROCK AND ROLL HERO

ENCORE
1. 漫画ドリーム07
2007年に世間を騒がせた「大連立騒動」「新潟県中越沖地震」「年金記録問題」「薬害肝炎問題」「拉致問題」「防衛汚職」「食品偽装問題」などの出来事を取り上げた内容が披露された。『孤独の太陽』に収録されたものとは異なり、生ギター1本ではなくバンド形態で演奏され、桑田もこのバージョンを気に入っていることを述べている[2]。
2. ONE DAY
3. 可愛いミーナ
4. 祭りのあと
最後のサビの歌詞が一部変更されている。
5. 希望の轍
桑田一人による演奏。

### CD
1. ダーリン
（作詞・作曲・編曲:桑田佳祐 / 弦編曲:桑田佳祐 & 片山敦夫 / 管編曲:桑田佳祐 & 山本拓夫）
11枚目シングル。
2. こんな僕で良かったら
（作詞・作曲・編曲:桑田佳祐 / 管編曲:山本拓夫）
9枚目シングル「明日晴れるかな」カップリング曲。
3. NUMBER WONDA GIRL 〜恋するワンダ〜
（作詞・作曲・編曲:桑田佳祐）
10枚目シングル「風の詩を聴かせて」カップリング曲。
4. 男達の挽歌 (エレジー)
（作詞・作曲・編曲:桑田佳祐）
9枚目シングル「明日晴れるかな」カップリング曲。
5. 風の詩を聴かせて
（作詞・作曲・編曲:桑田佳祐）
10枚目シングル。
6. 大好き! ハッピーエンド
（作詞・作曲:原由子 / 編曲:斎藤誠）
自身の妻である原由子の楽曲で、ハラフウミとして発売されたシングル「夢を誓った木の下で」カップリング。
7. DEAR MY FRIEND
（作詞・作曲・編曲:桑田佳祐 / 弦編曲:斎藤ネコ）
自身出演のアサヒ飲料「WONDAモーニングショット」CMソング。ユニクロ「LifeWear」CMソング[注 1]
本作の中で唯一収録された新曲である。当時はその他の作品には収録されていなかったため、2017年に配信がなされるまでは本作でしか聞くことができなかった[4]。
2017年3月25日からは主要配信サイトにてダウンロード配信、2019年12月20日からはストリーミング配信が開始されている[4][5]。
2022年に発売されたベストアルバム『いつも何処かで』にも収録されている[6]。
8. 現代東京奇譚
（作詞・作曲:桑田佳祐 / 弦・管編曲:斎藤ネコ）
11枚目シングル「ダーリン」カップリング曲。
9. MY LITTLE HOMETOWN
（作詞・作曲・編曲:桑田佳祐 / 管編曲:山本拓夫）
10枚目シングル「風の詩を聴かせて」カップリング曲。
原曲にアレンジが加えられており、アウトロの茅ヶ崎甚句の掛け声からそのまま次曲につながる形式になっている。
10. こんな僕で良かったら (Trumpet & Jazz Piano Trio : CM Version)
（作曲:桑田佳祐 / 編曲:桑田佳祐, 片山敦夫）
9枚目シングル「明日晴れるかな」カップリング曲で、初回限定版のみに収録。当初収録が発表されていなかったが、曲順決定の際追加収録された。
11. THE COMMON BLUES 〜月並みなブルース〜
（作詞・作曲・編曲:桑田佳祐）
11枚目シングル「ダーリン」カップリング曲。
12. 明日晴れるかな
（作詞・作曲・編曲:桑田佳祐 / 弦・管編曲:島健）
9枚目シングル。

## 参加ミュージシャン
既発曲は当該項目を参照。
- ツアー「呼び捨てでも構いません!!「よっ、桑田佳祐」SHOW」
  - 桑田佳祐:Vocal, Guitar
  - 斎藤誠:Guitar
  - 角田俊介:Bass
  - 河村 "カースケ" 智康:Drums
  - 片山敦夫:Keyboards
  - 深町栄:Keyboads
  - 三沢またろう:Percussion
  - 山本拓夫:Sax
  - 西村浩二:Trumpet
  - 清水美恵:Chorus
  - 安奈陽子:Chorus
- DEAR MY FRIEND
  - 桑田佳祐:Vocal, Chorus, Electric & Acoustic Guitars, Hand Claps
  - 井上富雄:Bass
  - 鎌田清:Drums
  - 片山敦夫:Keyboards
  - 斎藤ネコ:1st Viorin
  - グレート栄田:2nd Violin
  - 山田雄司:Viola
  - 藤巻亮一:Cello
  - 田中康太朗:Hand Claps as "FRIEND"
  - 角谷仁宣:Computer Programming